# Ilieni, Mureș
Ilieni (în maghiară Lukailencfalva) este un sat în comuna Gheorghe Doja din județul Mureș, Transilvania, România.

## Istoric
Pe Harta Iosefină a Transilvaniei din 1769-1773 (Sectio 142), localitatea a apărut sub numele de „Ilienczfalva”.

## Imagini

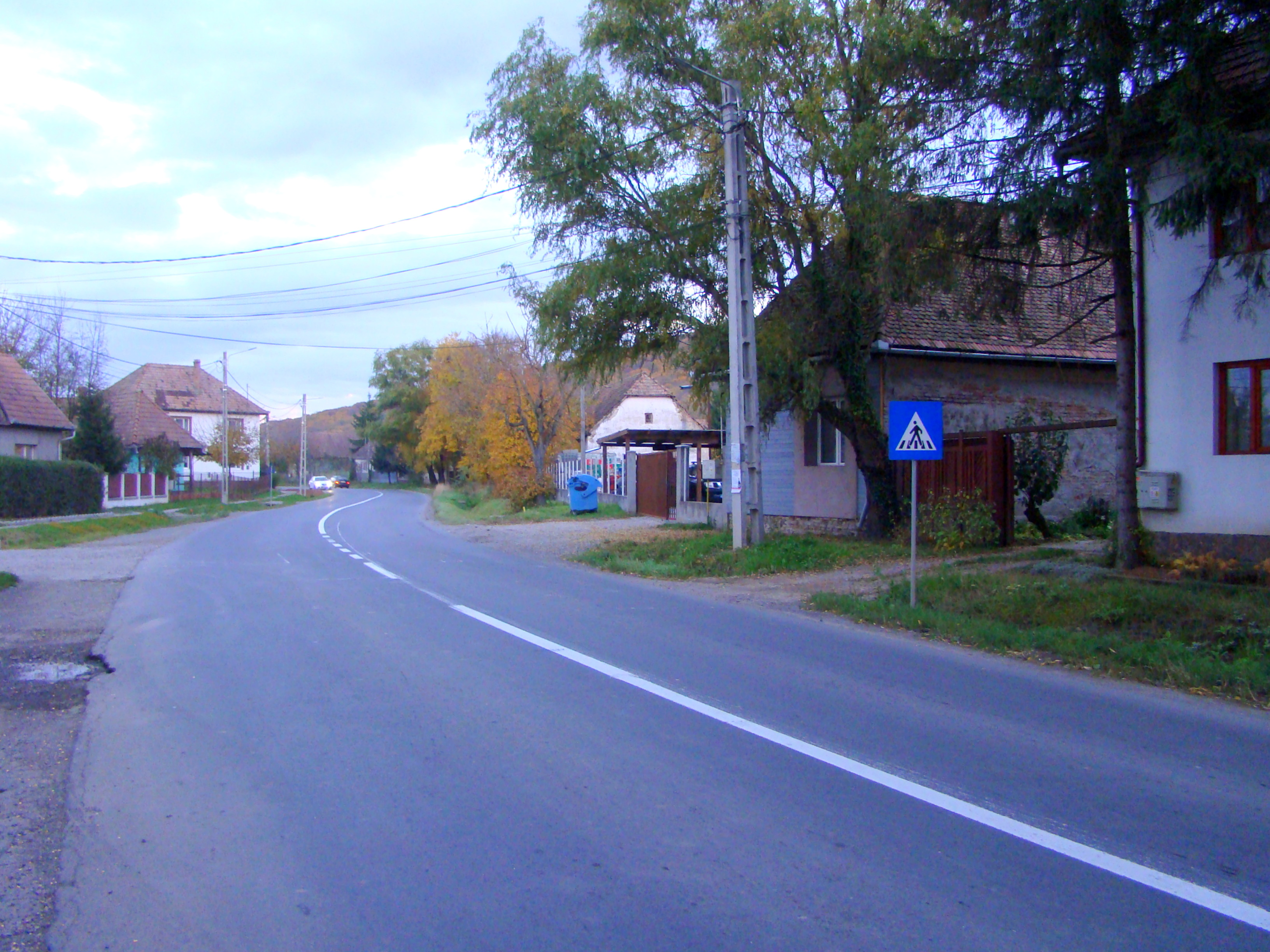
Șoseaua de centură a municipiului Târgu-Mureș trece prin localitatea Ilieni
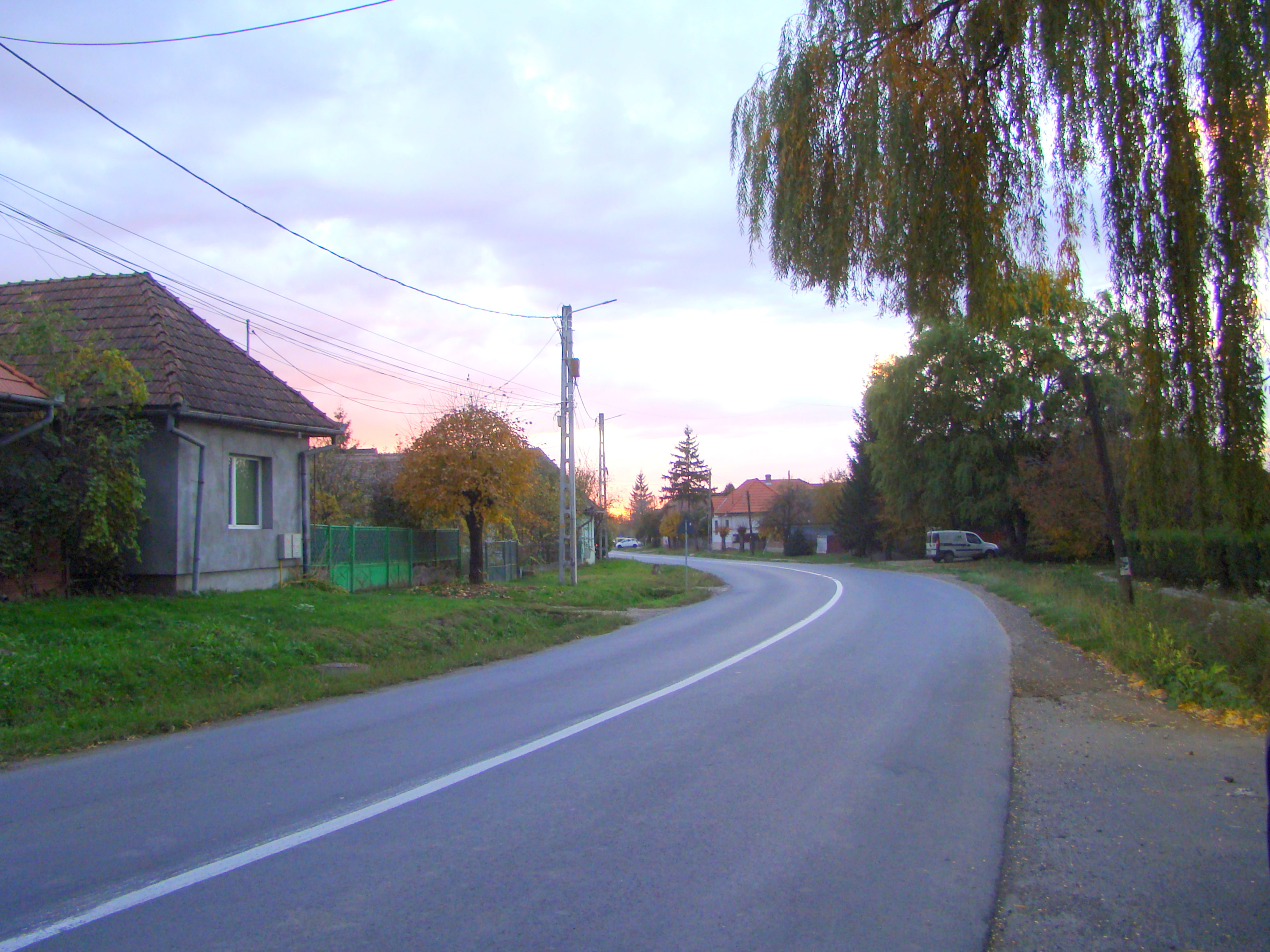
Șoseaua de centură a municipiului Târgu-Mureș trece prin localitatea Ilieni